# Igrejas católicas particulares e ritos litúrgicos
Uma igreja em particular (em em latim: ecclesia particularis) é uma comunidade eclesiástica de fiéis chefiada por um bispo (ou equivalente ), conforme definido pela lei canônica católica e pela eclesiologia. Um rito litúrgico depende da igreja particular à qual o bispo (ou equivalente) pertence. Assim, "igreja particular" refere-se a uma instituição e "rito litúrgico" a suas práticas.
Os ritos litúrgicos também existem em dois tipos:
1. Uma igreja particular autônoma sui iuris: uma agregação de igrejas particulares com tradições litúrgicas, espirituais, teológicas e canônicas distintas.[1] A maior igreja particular autônoma é a Igreja Latina. As outras 24 igrejas católicas orientais são chefiadas por bispos, alguns dos quais intitulados Patriarca ou Arcebispo Maior. Nesse contexto, os descritores autônomos (em grego:  αὐτόνομος) e sui iuris (latim) são sinônimos, significando "de sua própria lei".
2. Uma igreja local específica: uma diocese (ou eparquia) chefiada por um bispo (ou equivalente), normalmente coletada em uma comunidade nacional sob uma conferência episcopal. No entanto, existem também outras formas, incluindo vicariados apostólicos, prefeituras apostólicas, ordenados militares, ordenados pessoais, prelaturas pessoais e abadias territoriais.[2]

1. Rito litúrgico : um rito litúrgico que depende da tradição de uma igreja particular autônoma sui iuris
2. Rito litúrgico da ordem católica: uma variante de um rito litúrgico que depende excepcionalmente de uma ordem religiosa específica

## Igrejas

### Lista de igrejas sui iuris
|       | Nome                                       | Est.   | Rito              | Sede                                                     | Política                 | Jurisdição | Bispos | Membros                  |
| ----- | ------------------------------------------ | ------ | ----------------- | -------------------------------------------------------- | ------------------------ | ---------- | ------ | ------------------------ |
|       | Igreja Latina                              | séc. I | Latino            | Aquibasílica de São João de Latão, Roma, Itália          | Patriarcado              |            | 5.190  | 1,295,000,000            |
|       | Igreja Católica Copta                      | 1741   | Alexandrino       | Catedral de Nossa Senhora, Cairo, Egito                  | Patriarcado              | 8          | 13     | 187,320                  |
|       | Igreja Católica Eritreia                   | 2015   | Alexandrino       | Catedral Kidane Mehret, Asmara, Eritrea                  | Metropolitano            | 4          | 4      | 167,722                  |
|       | Igreja Católica Etíope                     | 1846   | Alexandrino       | Catedral do Santo Salvador, Addis Ababa, Ethiopia        | Metropolitano            | 4          | 4      | 70,832                   |
|       | Igreja Católica Armênia                    | 1742   | Armênio           | Catedral de Santo Elias e São Gregorio, Beirute, Líbano  | Patriarcado              | 18         | 16     | 757,726                  |
|       | Igreja Católica Bizantina Albanesa         | 1628   | Bizantino         | Pró-Catedral de Santa Maria e São Luís, Vlorë, Albânia   | Administração apostólica | 1          | 2      | 4,028                    |
|       | Igreja Católica Bizantina Bielorrussa      | 1596   | Bizantino         | none                                                     | none                     | 0          | 0      | 9,000                    |
|       | Igreja Católica Búlgara                    | 1861   | Bizantino         | Catedral da Dormição, Sofia, Bulgária                    | Exarcado Apostólico      | 1          | 1      | 10 000                   |
|       | Igreja Católica Grega da Croácia e Sérvia: | 1611   | Bizantino         | several                                                  | no unified structure     | 2          | 2      | 42,965                   |
|       | Igreja Católica Bizantina Grega            | 1911   | Bizantino         | several                                                  | no unified structure     | 2          | 2      | 6,016                    |
|       | Igreja Católica Bizantina Húngara          | 1912   | Bizantino         | Catedral de Hajdúdorog, Debrecen, Hungary                | Metropolitano            | 3          | 4      | 262,484                  |
|       | Igreja Católica Ítalo-Albanesa             | 1784   | Bizantino         | several                                                  | no unified structure     | 3          | 2      | 55,812                   |
|       | Igreja Greco-Católica Macedônia            | 2001   | Bizantino         | Catedral da Assunção, Estrúmica, Macedônia do Norte      | Eparquia                 | 1          | 1      | 11,374                   |
|       | Igreja Greco-Católica Melquita             | 1726   | Bizantino         | Catedral da Dormição, Damasco, Síria                     | Patriarcado              | 29         | 35     | 1,568,239                |
|       | Igreja Greco-Católica unida com Roma       | 1697   | Bizantino         | Catedral da Santíssima Trindade, Blaj, Romênia           | Arquiepiscopado Maior    | 7          | 8      | 498,658                  |
|       | Igreja Católica Bizantina Russa            | 1905   | Bizantino         | none                                                     | none                     | 2          | 0      | 3,200[carece de fontes?] |
|       | Igreja Católica Bizantina Rutena           | 1646   | Bizantino         | Catedral de São João Batista, Pittsburgh, Estados Unidos | Metropolitano            | 6          | 8      | 417,795                  |
|       | Igreja Católica Bizantina Eslovaca         | 1646   | Bizantino         | Catedral de São João Batista, Prešov, Eslováquia         | Metropolitano            | 4          | 6      | 211,208                  |
|       | Igreja Greco-Católica Ucraniana            | 1595   | Bizantino         | Catedral da Ressurreição, Kiev, Ucrânia                  | Arquiepiscopado Maior    | 35         | 50     | 4,471,688                |
|       | Igreja Católica Caldeia                    | 1552   | Siríaco Oriental  | Catedral de Nossa Senhora das Dores, Bagdá, Iraque       | Patriarchate             | 23         | 23     | 628,405                  |
|       | Igreja Católica Siro-Malabar               | 1663   | Siríaco Oriental  | Catedral de Nossa Senhora, Ernakulam, Kerala, Índia      | Arquiepiscopado Maior    | 35         | 63     | 4,251,399                |
|       | Igreja Maronita                            | 410    | Siríaco Ocidental | Igreja de Bkerke, Bkerke, Líbano                         | Patriarcado              | 29         | 50     | 3,498,707                |
|       | Igreja Católica Siríaca                    | 1781   | Siríaco Ocidental | Catedral Católica Siríaca de São Paulo, Damasco, Síria   | Patriarcado              | 16         | 20     | 195,765                  |
|       | Igreja Católica Siro-Malancar              | 1930   | Siríaco Ocidental | Catedral de Santa Maria, Pattom, Kerala, Índia           | Arquiepiscopado Maior    | 12         | 14     | 458,015                  |
|       | Outras                                     |        | várias            | Diversas                                                 | Ordenados                | 6          | 6      | 47,830                   |
| Total |                                            |        |                   |                                                          |                          | 2,851      | 5.524  | 1,313 bilhão             |

### Eclesiologia
Na eclesiologia católica, uma igreja é uma assembléia de fiéis, ordenados hierarquicamente, tanto em todo o mundo (a Igreja Católica), quanto em um determinado território (uma igreja em particular). Para ser um sacramento (um sinal) do Corpo Místico de Cristo no mundo, uma igreja deve ter cabeça e membros ( Colossenses 1,18 ). O sinal sacramental de Cristo, a cabeça, é a hierarquia sagrada - os bispos, sacerdotes e diáconos. Mais especificamente, é o bispo local, com seus padres e diáconos reunidos e ajudando-o em seu ofício de ensinar, santificar e governar (Mateus 28,19-20 ; Tito 1, 4-9). Assim, a igreja está totalmente presente sacramentalmente (por meio de um sinal) sempre que houver um sinal de Cristo, a cabeça, um bispo e aqueles que o ajudam, e um sinal do corpo de Cristo, fiel cristão. Cada diocese é, portanto, considerada uma igreja específica. Em nível mundial, o sinal de Cristo, a cabeça é o Papa, e, para ser Católica, Igrejas particulares, quer as igrejas locais ou igrejas rituais autônomos, devem estar em comunhão com este sinal de Cristo cabeça, Através deste completa comunhão com São Pedro e seus sucessores, a igreja se torna um sacramento universal da salvação até o fim dos tempos (Mt 28,20).
A palavra "igreja" é aplicada à Igreja Católica como um todo, que é vista como uma igreja única: a multidão de povos e culturas dentro da igreja e a grande diversidade de presentes, ofícios, condições e modos de vida de seus membros., não se opõem à unidade da igreja. Nesse sentido de "igreja", a lista de igrejas na Igreja Católica tem apenas um membro, a própria Igreja Católica (compreendendo igrejas romanas e orientais).
Dentro da Igreja Católica existem igrejas locais específicas, das quais as dioceses são a forma mais familiar. Outras formas incluem abadias territoriais, vicariados apostólicos e prefeituras apostólicas. O Código de Direito Canônico declara: "Igrejas particulares, nas quais e das quais existe a única Igreja Católica, são principalmente dioceses. A menos que seja claro o contrário, equivalem a uma diocese: uma prelatura territorial, um abade territorial, uma apostólica vicariada, uma apostólica da prefeitura e uma administração apostólica permanentemente estabelecida". Uma lista de dioceses católicas, das quais em 25 de outubro de 2016 havia 2.998, é apresentada na Lista de dioceses católicas (em ordem alfabética) .
Dentro da Igreja Católica também existem agregações de igrejas locais específicas que compartilham uma herança litúrgica, teológica, espiritual e canônica específica, diferenciada de outras heranças com base em circunstâncias culturais e históricas. São conhecidas como igrejas autônomas ("sui iuris"). O Código de Cânones das Igrejas Orientais de 1990 define uma igreja da seguinte maneira: "Um grupo de fiéis de Cristo hierarquicamente vinculados de acordo com a lei e com reconhecimento expresso ou tácito pela autoridade suprema da Igreja é neste código chamado Igreja autônoma." Existem 24 igrejas católicas autônomas: uma igreja latina (ou seja, ocidental  e 23 igrejas católicas orientais", uma distinção agora mais histórica do que geográfica. Embora cada um deles tenha sua própria herança específica, todos estão em plena comunhão com o Papa em Roma.
Ao contrário de "famílias" ou "federações" de igrejas formadas através da concessão de reconhecimento mútuo por distintos órgãos eclesiais, a Igreja Católica se considera uma igreja única ("comunhão plena ", um Corpo) composta por uma multidão de igrejas particulares., cada um dos quais, como afirmado, é uma personificação da plenitude da única Igreja Católica. Para as igrejas particulares da Igreja Católica, sejam consideradas igrejas rituais autônomas (por exemplo, Igreja Católica Copta, Igreja Católica Melquita, Igreja Católica Armênia etc.) ou dioceses (por exemplo, Arquidiocese de Birmingham, Arquidiocese de Chicago, etc.) como não apenas ramos, divisões ou seções de um corpo maior. Teologicamente, cada um é considerado a personificação em um local particular ou para uma comunidade específica de toda a Igreja Católica. "É neles e formado a partir deles que a única e única Igreja Católica existe".

### Igrejas particularessui iuris
Existem 24 igrejas autônomas: uma igreja latina e vinte e três igrejas católicas orientais, uma distinção agora mais histórica do que geográfica. O termo sui iuris significa, literalmente, "de sua própria lei" ou autogovernado. Embora todas as igrejas particulares defendam as mesmas crenças e fé, sua distinção reside na expressão variada dessa fé por meio de suas tradições, disciplinas e leis canônicas. Todos estão em comunhão com a Santa Sé.
Para esse tipo de igreja em particular, o Código de Direito Canônico de 1983 usa a frase inequívoca "Igreja ritual autônoma" (em latim: Ecclesia ritualis sui iuris) O Código dos Cânones das Igrejas Orientais de 1990, que se preocupa principalmente com o que o Concílio Vaticano II chamou de "igrejas ou ritos particulares", reduziu para "Igreja autônoma" (em latim: Ecclesia sui iuris).

### Igrejas particulares locais
No ensino católico, cada diocese (termo da Igreja Latina) ou eparquia (termo oriental) também é uma igreja local ou particular, embora não possua a autonomia das igrejas autônomas descritas acima:

Uma diocese é uma secção do Povo de Deus confiada a um bispo para ser guiada por ele com a ajuda do seu clero, de modo que, leal ao seu pastor e formada por ele numa comunidade no Espírito Santo através do Evangelho e da Eucaristia, constitui uma igreja particular na qual a Igreja de Cristo una, santa, católica e apostólica está verdadeiramente presente e ativa.
O Código de Direito Canônico de 1983, que trata apenas da Igreja Latina e, portanto, de apenas uma igreja particular autônoma, usa o termo "igreja particular" apenas no sentido de "igreja local", como em seu Canon 373:

É da competência exclusiva da autoridade suprema estabelecer Igrejas particulares; uma vez estabelecidas legalmente, a própria lei dá-lhes personalidade jurídica.
A forma padrão dessas igrejas locais ou particulares, cada uma delas liderada por um bispo, é chamada diocese na Igreja Latina e uma eparquia nas igrejas orientais. No final de 2016, o número total de todas essas áreas jurisdicionais (ou "vê") era de 2.998.

#### Igreja particular local de Roma
A Santa Sé, a Diocese de Roma, é vista como a igreja local central. O bispo, o papa, é considerado, em um sentido único, o sucessor de São Pedro, o chefe (ou "príncipe") dos apóstolos. Citando o documento Lumen gentium, do Concílio Vaticano II, o Catecismo da Igreja Católica declara: "O Papa, Bispo de Roma e sucessor de Pedro" 'é a fonte e fundamento perpétuo e visível da unidade, tanto dos bispos como de toda a companhia de os fiéis'".
Todas as igrejas católicas em particular, latinas ou orientais, locais ou autônomas - estão por definição em plena comunhão com a Santa Sé de Roma.

## Ritos
O Código de Cânones das Igrejas Orientais define "rito" da seguinte forma: "O rito é a herança litúrgica, teológica, espiritual e disciplinar, distinguida de acordo com a cultura e as circunstâncias históricas das pessoas, que encontra expressão no modo de viver de fé de cada igreja autônoma".
Conforme definido, "rito" diz respeito não apenas à liturgia das pessoas (modo de adoração), mas também à sua teologia (compreensão da doutrina), espiritualidade (oração e devoção) e disciplina (lei canônica).
Neste sentido da palavra "rito", a lista de ritos dentro da Igreja Católica é idêntica à das igrejas autônomas, cada uma das quais tem a sua própria herança, o que distingue aquela igreja das outras, e a pertença a uma igreja envolve a participação na sua herança litúrgica, teológica, espiritual e disciplinar. No entanto, "igreja" refere-se ao povo, e "rito" ao seu patrimônio.
O Código de Cânones das Igrejas Orientais declara que os ritos com que se refere (mas que não está listado) provêm das cinco tradições a seguir: Alexandrino, Antioqueno, Armênio, Caldeu e Constantinopolitano. Uma vez que abrange apenas igrejas e ritos católicos orientais, não menciona os da tradição ocidental (latina).
A palavra "rito" às vezes é usada apenas com referência à liturgia, ignorando os elementos teológicos, espirituais e disciplinares na herança das igrejas. Nesse sentido, "rito" foi definido como "todo o complexo dos serviços (litúrgicos) de qualquer igreja ou grupo de igrejas".
Entre os "ritos", nesse sentido exclusivamente litúrgico, e as igrejas autônomas, não há correspondência estrita, como ocorre quando "rito" é entendido como no Código dos Cânones das Igrejas Orientais. As 14 igrejas autônomas da tradição bizantina têm um único rito litúrgico, mas variam principalmente na língua litúrgica, enquanto, pelo contrário, a Igreja Latina única possui vários ritos litúrgicos distintos, cuja forma principal universal, o Rito Romano, é praticada em latim ou na vernáculo local).